# Hans Schmid (Musiker)
Hans Schmid (* 20. November 1893 in Kleintajax bei Znaim; † 27. Mai 1987 in Salt Lake City) war ein österreichischer Komponist, Arrangeur und Dirigent.

## Leben
Sein Vater war Landwirt und Tanzmusiker in einer Tanzkapelle, in der auch Hans Schmid bereits als Kind mitspielte. Mit zehn Jahren besuchte er die Musikschule von Znaim und schrieb seine ersten Kompositionen.
Im Alter von 15 Jahren trat Schmid als Musikeleve in den Dienst der Regimentsmusik des k.u.k. Infanterieregiments „Erzherzog Rainer“ Nr. 59, da ihm ein Musikstudium in Wien aus finanziellen Gründen nicht möglich war. Im Ersten Weltkrieg wurde er Leiter der Regimentsmusik und stieg in den Rang eines Feldwebels auf. 1915 war Schmid in Galizien stationiert, wo er den Rainermarsch komponierte. 1917 wurde er vorübergehend zur Regimentsmusik des k.u.k. 1. Tiroler Jäger-Regiments „Kaiserjäger“ versetzt, wo er seinen Dienst unter Karl Mühlberger versah. Zum Kriegsende war er wieder beim Infanterieregiment Nr. 59.
Ab 1919 war Schmid in Tamsweg Gemeindesekretär und Kapellmeister sowie zwischen 1922 und 1925 auch Gemeindesekretär in Straßwalchen. Dort leitete er auch als Kapellmeister das Orchester der Theatergesellschaft. Danach übersiedelte Schmid nach Salzburg. Schmid war vor 1938 illegaler Nationalsozialist. Am 18. Mai 1938 beantragte er dann die Aufnahme in die NSDAP und wurde rückwirkend mit dem Datum 1. Mai 1938, wie die meisten Illegalen, aufgenommen (Mitgliedsnummer 6.319.577). In Salzburg leitete er bis 1947 die Musikkapelle Maxglan; zudem gründete er ein eigenes Salonorchester und war Mitglied des Mozarteum-Orchesters. Während des Zweiten Weltkriegs war Schmid Leiter eines chemischen Betriebes und wurde in der Fliegerabwehr eingesetzt.
Mit seiner Frau wanderte Schmid in den 1950ern nach Salt Lake City in die USA aus. Dort gründete er ein Musikstudio und war weiterhin als Komponist, Musiklehrer und Dirigent tätig. Nachdem er 1964 noch einmal für kurze Zeit nach Salzburg zurückgekehrt war, ließ sich Schmid endgültig in Salt Lake City nieder. Ein Ehrengrab auf dem Salzburger Kommunalfriedhof erinnert an ihn. Um die Verlängerung dieses Grabes entstand aber 2019 eine Diskussion, bei der auch seine Mitgliedschaft in der NSDAP ins Treffen geführt wurde. Trotz der kritischen Stimmen wurde das Ehrengrab um weitere 30 Jahre verlängert.

## Werke (Auswahl)
Insgesamt komponierte Schmid über 250 Werke, darunter 70 Märsche und über 30 Konzertstücke. Daneben schrieb er zwei Operetten, Der Graf vom Wienerwald und Bauernblut.
- Rainermarsch
- Deutscher Mahnruf, Marsch
- Spielmannsgruß, Marsch
- Simson, Marsch
- Alpenjäger, Marsch
- Berglandkinder, Marsch
- Kaiserschützen, Marsch
- Viribus unitis, Marsch
- Schön ist die Jugendzeit, Walzer
- Grüße aus der Mozartstadt, Walzer
- Mirabella, Ouvertüre
- Fanfarengrüße, Ouvertüre
- Austria Express, Polka
- Der Pfiffikus, Konzertpolka für Piccoloflöte
- Aus dem Zillertal, Idylle
- Aus der Bergheimat, Idylle
- Im Feldlager, Idylle
- Idianisches Fest, Idylle
- Salzburger Schlittenpost, Idylle